# Sant Fructuós d'Aramunt
Sant Fructuós d'Aramunt és l'antiga església parroquial romànica del poble d'Aramunt, pertanyent al municipi de Conca de Dalt, (Pallars Jussà). Fins al 1969 formava part del terme municipal d'Aramunt.

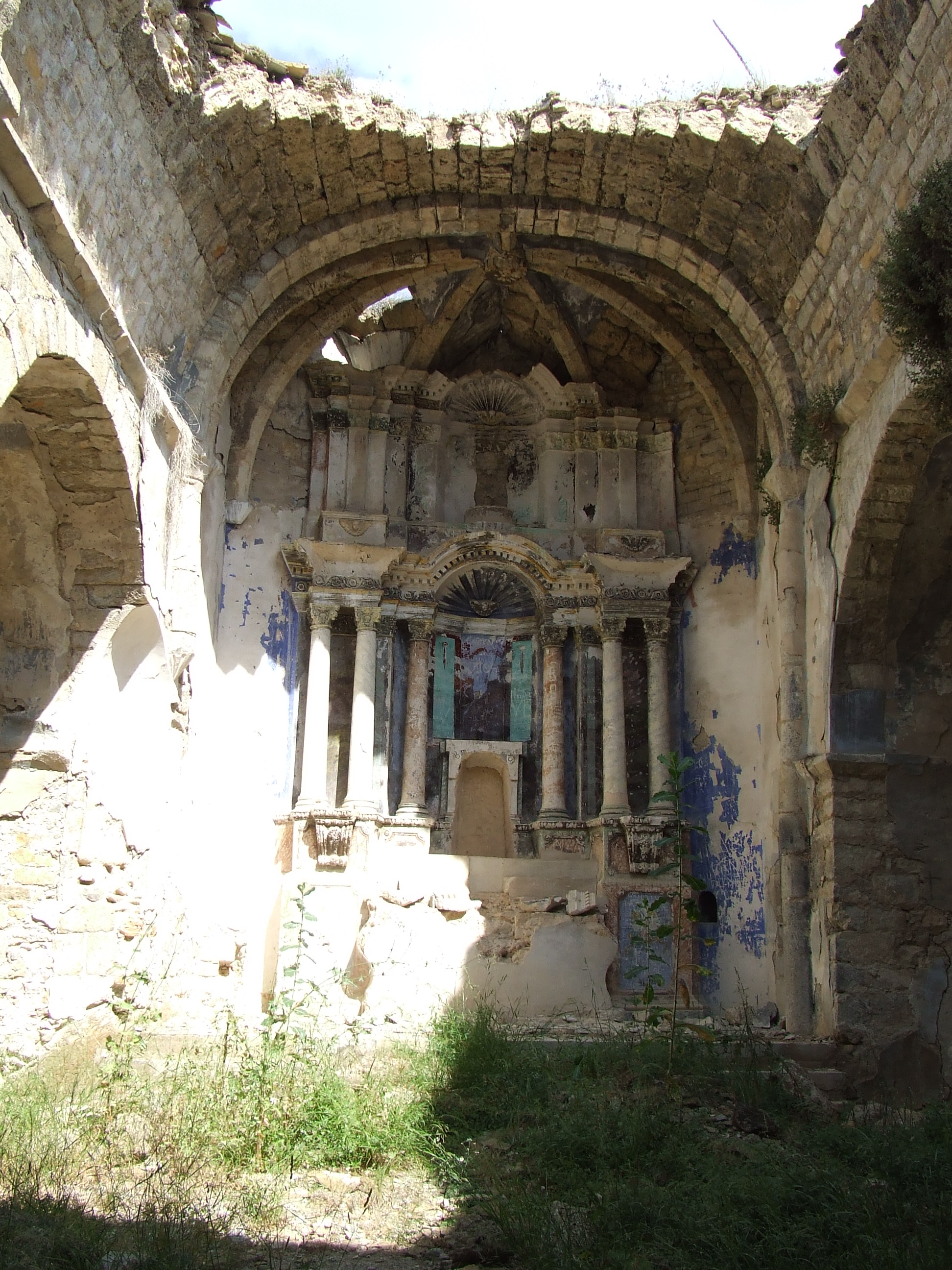
L'absis, des de l'interior de la nau

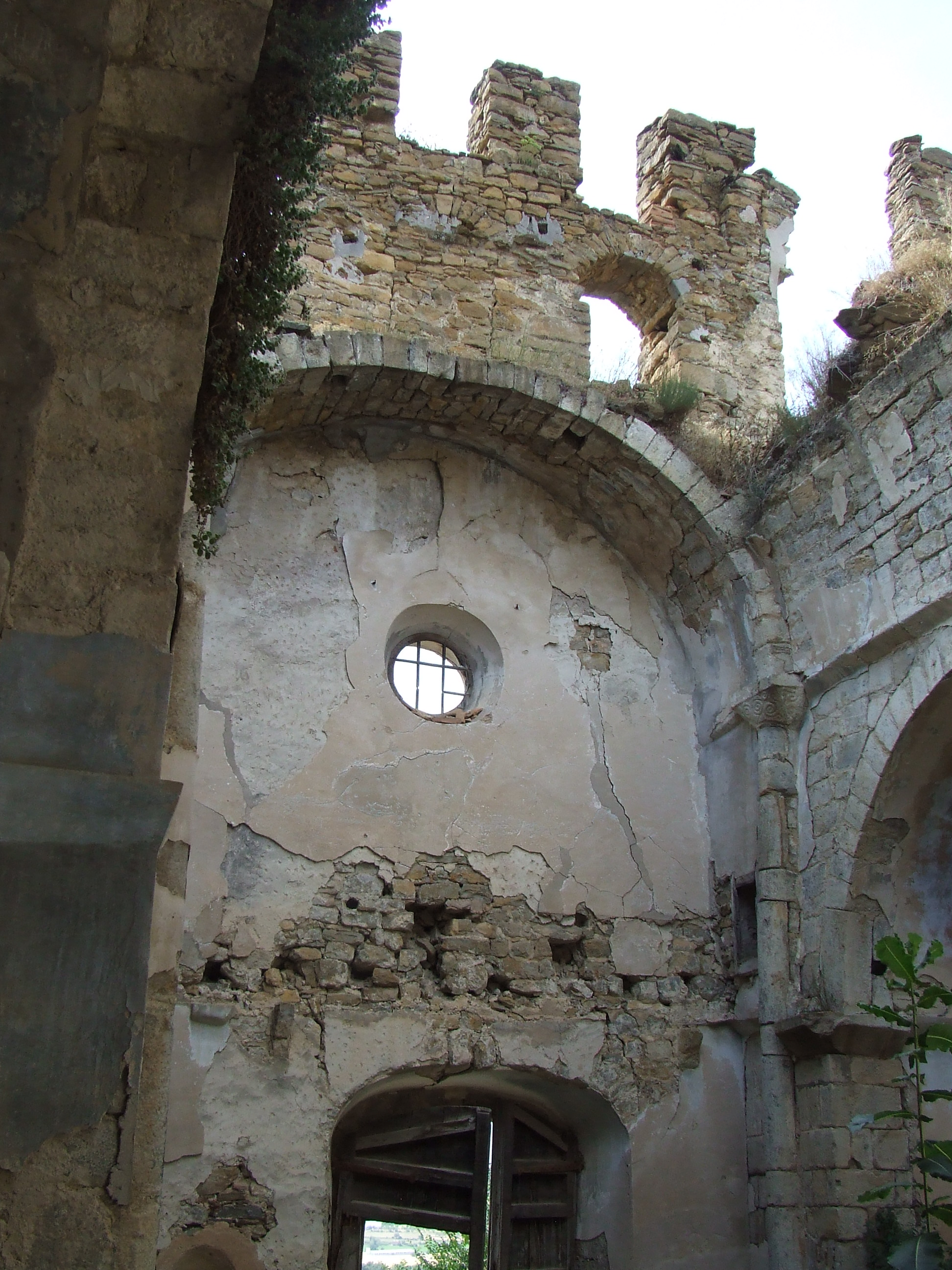
Part occidental de la nau, amb restes de la coberta de la nau

És una interessant església romànica, malauradament molt malmesa per l'abandonament de les darreres dècades. És d'una sola nau, que havia estat coberta amb volta de canó, amb absis a llevant. L'absis és gòtic, però a la nau principal hi ha bastantes restes d'un romànic molt primitiu o fins i tot preromànic. Tant la nau com l'absis són de gran alçada, així com la nau de l'església és també molt ampla, cosa que ens parla de la importància que tingué l'església parroquial de la vila d'Aramunt. Més tardanament, foren obertes a tots dos costats de la nau capelles laterals més modernes.
Fou rector d'Aramunt l'il·lustrat Pedro Díaz de Valdés (1740-1807), fill de Gijon, amic de Pedro Rodríguez de Campomanes i de Jovellanos. Després del seu pas per Aramunt fou canonge d'Urgell, provisor d'aquesta diòcesi i, finalment, bisbe de Barcelona entre 1798 i la seva mort. Després del seu nomenament com a bisbe, en agraïment al poble d'Aramunt, regalà un molí d'oli (en queden les restes), el rellotge de la parròquia, i un calze i una patena que encara es conserven.
A l'hort de la rectoria d'aquesta església parroquial es conservava un fragment d'inscripció funerària romana, possiblement d'un gran monument sepulcral. El tros conservat feia 9 metres de llargària, i podria procedir de la necròpolis trobada a la caseria de Sant Miquel, avui dia sota les aigües del pantà. Actualment aquesta peça es conserva a Lleida, al Museu de l'Institut d'Estudis Ilerdencs.